# Maintenance préventive
 (août 2023).

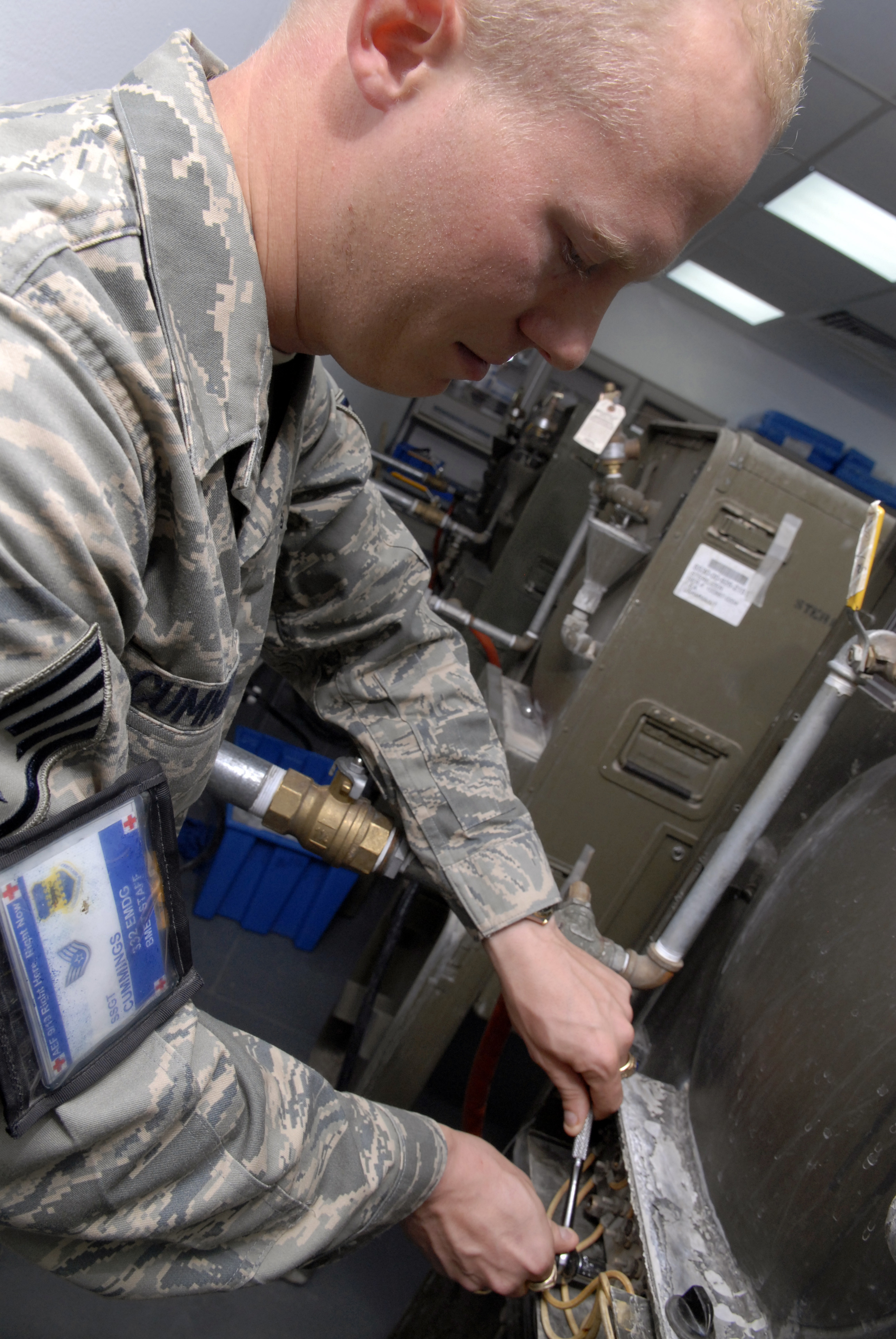
Maintenance préventive en train d'être effectuée sur un stérilisateur dans un hôpital de l'armée de l'air américaine.

Calque de l'anglais preventive maintenance, l'expression maintenance préventive désigne le remplacement, la révision, ou la réfection d'un élément matériel avant que celui-ci n'entraîne une avarie.

## Définition
La définition donnée par l'AFNOR est la suivante : « Maintenance exécutée à des intervalles prédéterminés ou selon des critères prescrits et destinée à réduire la probabilité de défaillance ou la dégradation du fonctionnement d'un bien ».

## Typologie
On peut subdiviser la maintenance préventive en trois types.
- La maintenance systématique (angle. scheduled maintenance), maintenance obéissant à un échéancier (angl. schedule) établi en fonction du temps et du nombre d'unités d'exploitation.

Définition de la norme européenne : « Maintenance préventive exécutée à des intervalles de temps préétablis ou selon un nombre défini d'unités d'usage mais sans contrôle préalable de l'état du bien » (extrait norme NF EN 13306 X 60-319).
- La maintenance conditionnelle (calque de l'anglais conditional maintenance), maintenance subordonnée à l'apparition d'indices révélateurs de l'état (angl. condition) d'un élément matériel. Consacrée par l'usage, cette expression est une traduction fautive, l'anglais conditional signifiant ici non pas « conditionnel » (au sens de soumis à des conditions) mais « reposant sur l'état » du matériel (comme dans l'expression anglaise équivalente condition-based maintenance).

Définition de la norme européenne : « Maintenance préventive basée sur une surveillance du fonctionnement du bien et/ou des paramètres significatifs de ce fonctionnement intégrant les actions qui en découlent » (extrait norme NF EN 13306 X 60-319).
- La maintenance prévisionnelle (angl. predictive maintenance), maintenance partant de la surveillance de l'état du matériel et de la conduite d'analyses périodiques pour déterminer l'évolution de la dégradation du matériel et la période d'intervention. Le calque « maintenance prédictive » est à éviter car en maintenance, il n'y a pas de lecture dans le marc de café (on prévoit, on ne prédit pas).

Définition de la norme européenne : « Maintenance conditionnelle exécutée en suivant les prévisions extrapolées de l'analyse et de l'évaluation de paramètres significatifs de la dégradation du bien ».